# Baden-Württemberg
Baden-Württemberg este unul dintre landurile Germaniei. Se învecinează la sud cu Lacul Constanța, la nord cu Main, la sud și vest cu râul Rin și cu landul Bavaria la est; alte landuri cu care se mai învecinează sunt Renania-Palatinat și Hessa. La sud se învecinează cu cantoanele elvețiene Basel-Stadt, Basel-Land, Argovia, Schaffhausen, Turgovia și Zürich. La vest, de cealaltă parte a Rinului, se învecinează cu Alsacia în Franța.
Este al treilea land atât din punct de vedere al suprafeței (după Bavaria și Saxonia Inferioară), cât și al populației (după Renania de Nord - Westfalia și Bavaria). Din punct de vedere economic Baden-Württemberg se află pe locul al treilea între landurile Germaniei.

## Istorie

### Istoria antică
Între anii 70 și 150 d.Hr. Imperiul Roman a cucerit o mare parte a teritoriului de astăzi al landului Baden-Württemberg. Romanii au fost alungați de alemani începând cu anul 260 d.Hr. După represiunile suferite din cauza Imperiului Carolingian între anii 496 și 746, s-au format ducatele francilor și suabilor. Decăderea celor două ducate până în secolul al XIII-lea a condus la o fragmentare teritorială extremă, în sute de comitate mici, orașe imperiale, zone cu o credință specifică sau chiar a unor sate cu specific cavaleresc.
Medierile de după războaiele napoleoneene au instituit un proces în urma căruia au rămas doar trei teritorii: Württemberg, Baden și Hohenzollern; mai mult, orașul Wimpfen era o enclavă a landului Hessa. În anul 1806 regatul Württemberg (prin bunăvoința lui Napoleon) și marele ducat Baden, doar până în anul 1918, au devenit două teritorii ale statului federal republican în cadrul Republicii de la Weimar. În anul 1933 formele de guvernare independente ale landului au fost înlocuite prin conducători naziști, din partea partidului național-socialist NSDAP.

## Politica la nivel de land
La alegerile parlamentare la nivel de land de la 27 martie 2011 partidul CDU, care a guvernat în Baden-Württemberg timp de 58 de ani, a pierdut alegerile pentru landtag. Ca urmare, la 12 mai 2011 a venit la putere o coaliție guvernamentală între Verzi (partidul ecologic) și SPD, numită „verde-roșie”. Prim-ministrul de până atunci, Stefan Mappus (CDU), a fost obligat să predea ștafeta lui Winfried Kretschmann de la partidul Verzilor. Totodată este pentru prima dată în istoria Germaniei că Verzii, un partid relativ tânăr, au câștigat un post de prim-ministru al unui land german. Acest succes al Verzilor, împreună cu succesul lor la alegerile parlamentare din landul Renania-Palatinat din aceeași zi, se presupune că se datorează în bună măsură importanței catastrofei ecologice nucleare care a avut loc în Japonia după Cutremurul din Tōhoku (2011).
La nivel de federație, faptul că CDU a pierdut încă un land (după Renania de Nord - Westfalia) schimbă definitiv balanța din Bundesrat, aceasta constituind o dificultate suplimentară pentru actualul guvern federal "negru-galben"  al Germaniei (CDU/CSU + FDP), condus de Angela Merkel.

## Împărțire administrativă

### Regiuni administrative de tipRegierungsbezirk
Cele mai mari subdiviziuni ale landului sunt următoarele 4 regiuni administrative:
- Freiburg
- Karlsruhe
- Stuttgart
- Tübingen

### Districte urbane și rurale
| BAD | Baden-Baden          |
| FR  | Freiburg im Breisgau |
| HD  | Heidelberg           |

| HN | Heilbronn |
| KA | Karlsruhe |
| MA | Mannheim  |

| PF | Pforzheim |
| S  | Stuttgart |
| UL | Ulm       |

| BAD | Baden-Baden          |
| FR  | Freiburg im Breisgau |
| HD  | Heidelberg           |

| HN | Heilbronn |
| KA | Karlsruhe |
| MA | Mannheim  |

| PF | Pforzheim |
| S  | Stuttgart |
| UL | Ulm       |

| UL  | Alb-Donau                |
| BC  | Biberach                 |
| FN  | Bodensee                 |
| BB  | Böblingen                |
| FR  | Breisgau-Hochschwarzwald |
| CW  | Calw                     |
| EM  | Emmendingen              |
| PF  | Enz                      |
| ES  | Esslingen                |
| FDS | Freudenstadt             |
| GP  | Göppingen                |
| HDH | Heidenheim               |
| HN  | Heilbronn                |
| KÜN | Hohenlohekreis           |
| KA  | Karlsruhe                |
| KN  | Konstanz                 |
| LÖ  | Lörrach                  |
| LB  | Ludwigsburg              |

| TBB | Main-Tauber (district)      |
| MOS | Neckar-Odenwald (district)  |
| OG  | Ortenau (district)          |
| AA  | Ostalb (district)           |
| RA  | Rastatt                     |
| RV  | Ravensburg                  |
| WN  | Rems-Murr (district)        |
| RT  | Reutlingen                  |
| HD  | Rhein-Neckar (district)     |
| RW  | Rottweil                    |
| SHA | Schwäbisch Hall             |
| VS  | Schwarzwald-Baar (district) |
| SIG | Sigmaringen                 |
| TÜ  | Tübingen                    |
| TUT | Tuttlingen                  |
| WT  | Waldshut                    |
| BL  | Zollernalb (district)       |

| UL  | Alb-Donau                |
| BC  | Biberach                 |
| FN  | Bodensee                 |
| BB  | Böblingen                |
| FR  | Breisgau-Hochschwarzwald |
| CW  | Calw                     |
| EM  | Emmendingen              |
| PF  | Enz                      |
| ES  | Esslingen                |
| FDS | Freudenstadt             |
| GP  | Göppingen                |
| HDH | Heidenheim               |
| HN  | Heilbronn                |
| KÜN | Hohenlohekreis           |
| KA  | Karlsruhe                |
| KN  | Konstanz                 |
| LÖ  | Lörrach                  |
| LB  | Ludwigsburg              |

| TBB | Main-Tauber (district)      |
| MOS | Neckar-Odenwald (district)  |
| OG  | Ortenau (district)          |
| AA  | Ostalb (district)           |
| RA  | Rastatt                     |
| RV  | Ravensburg                  |
| WN  | Rems-Murr (district)        |
| RT  | Reutlingen                  |
| HD  | Rhein-Neckar (district)     |
| RW  | Rottweil                    |
| SHA | Schwäbisch Hall             |
| VS  | Schwarzwald-Baar (district) |
| SIG | Sigmaringen                 |
| TÜ  | Tübingen                    |
| TUT | Tuttlingen                  |
| WT  | Waldshut                    |
| BL  | Zollernalb (district)       |

De districtul Konstanz aparține și exclava germană cu orașul Büsingen am Hochrhein (BÜS), care este înconjurată complet de cantonul elvețian Schaffhausen.